# Olutanga
Olutanga là một đô thị hạng 5 ở tỉnh Zamboanga Sibugay, Philippines. Theo điều tra dân số năm 2000 của Philipin, đô thị này có dân số 22.624 người trong 4.037 hộ.

## Các đơn vị hành chính
Olutanga có 19 barangay.
- Bateria
- Calais
- Esperanza
- Fama
- Galas
- Gandaan
- Kahayagan
- Looc Sapi
- Matim
- Noque
- Pulo Laum
- Pulo Mabao
- San Isidro
- San Jose
- Santa Maria
- Solar (Pob.)
- Tambanan
- Villacorte
- Villagonzalo